# Spooner (Wisconsin)
Pour les articles homonymes, voir Spooner.
Spooner est une ville américaine située dans le comté de Washburn, au Wisconsin. Selon le recensement de 2010, sa population est de 2 682 habitants.